# Jelly Belly/2000
Deze pagina geeft een overzicht van de wielerploeg Jelly Belly in 2000.

## Renners
| Naam                    | Geboortedatum | Nationaliteit    | Ploeg 1999 |
| ----------------------- | ------------- | ---------------- | ---------- |
| Kirk Albers             | 06-02-1969    | Verenigde Staten | Ikon-Lexus |
| Norman Carter           | 16-06-1976    | Verenigde Staten | neoprof    |
| Scott Cochran           | 08-10-1969    | Verenigde Staten | neoprof    |
| Joshua Kane Collingwood | 17-07-1977    | Australië        | neoprof    |
| Mariano Friedick        | 09-01-1975    | Verenigde Staten | Ikon-Lexus |
| Eddy Gragus             | 15-02-1968    | Verenigde Staten | Ikon-Lexus |
| Steve Hegg              | 03-12-1963    | Verenigde Staten | Ikon-Lexus |
| Adam Livingston         | 22-10-1974    | Verenigde Staten | Nutra Fig  |
| Matt Minard             | 30-06-1976    | Verenigde Staten | neoprof    |
| Derek Wilkerson         | 20-03-1979    | Verenigde Staten | neoprof    |

2000 · 2001 · 2002 · 2003 · 2004 · 2005 · 2006 · 2007 · 2008 · 2009 · 2010 · 2011 · 2012